# Ayvacık, Saray
Ayvacık là một xã thuộc huyện Saray, tỉnh Tekirdağ, Thổ Nhĩ Kỳ. Dân số thời điểm năm 2011 là 404 người.